# 艾軒
艾軒（1947年11月11日—），原名艾圭圭，祖籍浙江省金华府金华县畈田蒋村（今属浙江省金华市金东区），生于河北深县小李庄。中国美术家协会会员、中国油画学会常务理事。北京市政府高级文艺职称评审委员，曾在北京画院任职。

## 早年情况
艾轩的父亲是中国现代诗人艾青。他有两个姐姐，一个哥哥以及两个弟弟。
出生时，因为生日“十一十一”形如汉语“圭”字，故艾青为其取名为“艾圭圭”。初中时，艾轩因为名字而常被同学取笑为“艾乌龟”。因为这个绰号，后来艾圭圭改名为艾轩。
1949年2月，跟随父亲住进了东总布胡同22号中国作家协会。
1955年父母离异后，艾轩与继母高瑛关系不甚融洽，后来离家去了天津投奔母亲韦嫈。

## 初识美术
1962年回北京后于次年考取中央美术学院附中。在学校就读期间，开始对油画产生兴趣。
毕业后两年，前往河北蔚县西合营劳动，一共持续了四年。1973年分配至成都军区文化部创作组任美术创作员。